# Steiropteris wrightii
Steiropteris wrightii là một loài thực vật có mạch trong họ Thelypteridaceae. Loài này được (Mett. ex D.C. Eaton) Pic. Serm. miêu tả khoa học đầu tiên năm 1973.